# Premiul Globul de Aur pentru cea mai bună coloană sonoră
În acest articol sunt listate premiile Globurile de Aur acordate pentru cea mai bună coloană sonoră originală, precum și nominalizările, începând cu ediția din 1948 (pentru anul 1947). De la a 5-a ediție a Globurilor de Aur premiul a fost acordat anual, exceptând perioada 1953-1958. Nominalizările din 1948 și 1949 nu sunt disponibile.
John Williams este compozitorul cu cele mai multe nominalizări (24), din care au rezultat 4 trofee. Maurice Jarre și Dimitri Tiomkin au același număr de trofee, dar din numai 10, respectiv 5 nominalizări. Alți compozitori cu realizări importante sunt Alan Menken (5 nominalizări, 3 premii), Hans Zimmer (15 nominalizări, 3 premii) și Justin Hurwitz (3 nominalizări, 3 premii). Compozitori precum Jerry Goldsmith (9 nominalizări) și Michel Legrand (7 nominalizări) au fost nominalizați de câteva ori dar niciodată nu au câștigat trofeul. Dimitri Tiomkin, Alan Menken si Howard Shore sunt singurii compozitori care să câștige premiul doi ani consecutivi.
† = coloana sonoră respectivă a câștigat Premiul Oscar pentru cea mai bună coloană sonoră

## Anii 1940
- 1947 - Max Steiner - Life with Father
- 1948 - Brian Easdale - The Red Shoes
- 1949 - Johnny Green - The Inspector General
  - George Duning - All the King's Men

## Anii 1950
- 1950 - Franz Waxman - Sunset Boulevard †
  - Bronislau Kaper - A Life of Her Own
  - Leith Stevens - Destination Moon

- 1951 - Victor Young - September Affair
  - Bernard Herrmann - The Day the Earth Stood Still
  - Dimitri Tiomkin - The Well

- 1952 - Dimitri Tiomkin - High Noon †
  - Miklós Rózsa - Ivanhoe
  - Victor Young - The Quiet Man

- 1953 - 1958: Nu s-a acordat premiu

- 1959 - Ernest Gold - On the Beach

## Anii 1960
- 1960 - Dimitri Tiomkin - The Alamo
  - Ernest Gold - Exodus †
  - Johnny Green - Pepe
  - Alex North - Spartacus
  - George Duning - The World of Suzie Wong

- 1961 - Dimitri Tiomkin - The Guns of Navarone
  - Miklós Rózsa - El Cid
  - Harold Rome - Fanny
  - Miklós Rózsa - King of Kings
  - Elmer Bernstein - Summer and Smoke

- 1962 - Elmer Bernstein - To Kill a Mockingbird
  - Maurice Jarre - Lawrence of Arabia †
  - Bronislau Kaper - Mutiny on the Bounty
  - Franz Waxman - Taras Bulba
  - Meredith Willson - The Music Man

- 1963: Nu s-a acordat premiu

- 1964 - Dimitri Tiomkin - The Fall of the Roman Empire
  - Laurence Rosenthal - Becket
  - Richard M. Sherman, Robert B. Sherman - Mary Poppins
  - Jerry Goldsmith - Seven Days in May
  - Mikis Theodorakis - Zorba the Greek (Alexis Zorbas)

- 1965 - Maurice Jarre - Doctor Zhivago †
  - Benjamin Frankel - Bătălia din Ardeni
  - Henry Mancini - The Great Race
  - Johnny Mandel - The Sand Piper
  - Riz Ortolani - The Yellow Rolls-Royce

- 1966 - Elmer Bernstein - Hawaii
  - Francis Lai - A Man and a Woman
  - Maurice Jarre - Arde Parisul?
  - Toshiro Mayuzumi - The Bible - In the Beginning
  - Jerry Goldsmith - The Sand Pebbles

- 1967 - Frederic Loewe - Camelot
  - Leslie Bricusse - Doctor Dolittle
  - Francis Lai - Live for Life
  - Elmer Bernstein - Thoroughly Modern Millie †
  - Henry Mancini - Two for the Road

- 1968 - Alex North - The Shoes of the Fisherman
  - Richard M. Sherman, Robert B. Sherman - Chitty Chitty Bang Bang
  - Nino Rota - Romeo and Juliet
  - Christopher Komeda - Rosemary's Baby
  - John Barry - The Lion in Winter †
  - Michel Legrand - The Thomas Crown Affair

- 1969 - Burt Bacharach - Butch Cassidy and the Sundance Kid †
  - Georges Delerue - Anne for the Thousand Days
  - Leslie Bricusse - Goodbye, Mr. Chips
  - Michel Legrand - The Happy Ending
  - Ernest Gold - The Secret of Santa Vittoria

## Anii 1970
- 1970 - Francis Lai - Love Story †
  - Alfred Newman - Airport
  - Frank Cordell - Cromwell
  - Leslie Bricusse - Scrooge
  - Michel Legrand - Wuthering Heights

- 1971 - Isaac Hayes - Shaft
  - Michel Legrand - Le Mans
  - John Barry - Mary, Queen of Scots
  - Michel Legrand - Summer of '42 †
  - Gil Melle - The Andromeda Strain

- 1972 - Nino Rota - The Godfather
  - Ron Goodwin - Frenzy
  - Michel Legrand - Lady Sings the Blues
  - Quincy Jones - The Getaway
  - John Williams - The Poseidon Adventure

- 1973 - Neil Diamond - Jonathan Livingston Seagull
  - Michel Legrand - Breezy
  - John Williams - Cinderella Liberty
  - Alan Price - O Lucky Man!
  - Georges Delerue - The Day of the Dolphin
  - Richard M. Sherman, Robert B. Sherman - Tom Sawyer

- 1974 - Alan Jay Lerner, Frederic Loewe - The Little Prince
  - Jerry Goldsmith - Chinatown
  - John Williams - Earthquake
  - Paul Williams - Phantom of the Paradise
  - Carmine Coppola, Nino Rota - The Godfather: Part II †

- 1975 - John Williams - Jaws †
  - Fred Ebb, John Kander - Funny Lady
  - Maurice Jarre - The Man Who Would Be King
  - Charles Fox - The Other Side of the Mountain
  - Henry Mancini - The Return of the Pink Panther

- 1976 - Kenneth Ascher, Paul Williams - A Star is Born
  - Paul Williams - Bugsy Malone
  - Bill Conti - Rocky
  - Richard M. Sherman, Robert B. Sherman - The Slipper and the Rose
  - Lalo Schifrin - Voyage of the Damned

- 1977 - John Williams - Star Wars Episode IV: A New Hope †
  - John Williams - Close Encounters of the Third Kind
  - Joel Hirschhorn, Al Kasha - Pete's Dragon
  - Barry Gibb, Robin Gibb, Maurice Gibb, David Shire - Saturday Night Fever
  - Marvin Hamlisch - The Spy Who Loved Me

- 1978 - Giorgio Moroder - Midnight Express †
  - Bill Conti - An Unmarried Woman'
  - John Williams - Superman
  - Chuck Mangione - The Children of Sanchez
  - Leonard Rosenman - The Lord of the Rings

- 1979 - Carmine Coppola, Francis Ford Coppola - Apocalypse Now
  - Henry Mancini - 10
  - Georges Delerue - A Little Romance †
  - Jerry Goldsmith - Alien
  - Carmine Copolla - The Black Stallion
  - Jerry Goldsmith - Star Trek: The Motion Picture
  - Lalo Schifrin - The Amityville Horror

## Anii 1980
- 1980 - Dominic Frontiere - The Stunt Man
  - Giorgio Moroder - American Gigolo
  - Michael Gore - Fame †
  - John Barry - Somewhere in Time
  - John Williams - Star Wars Episode V: The Empire Strikes Back
  - Lalo Schifrin - The Competition

- 1981: Nu s-a acordat premiu

- 1982 - John Williams - E.T. the Extra-Terrestrial †
  - Vangelis - Blade Runner
  - Giorgio Moroder - Cat People
  - Dudley Moore - Six Weeks
  - Henry Mancini - Victor/Victoria

- 1983 - Giorgio Moroder - Flashdance
  - Stewart Copeland - Rumble Fish
  - Giorgio Moroder - Scarface
  - Jerry Goldsmith - Under Fire
  - Alan Bergman, Marilyn Bergman, Michel Legrand - Yentl †

- 1984 - Maurice Jarre - A Passage to India †
  - Jack Nitzsche - Starman
  - Ennio Morricone - Once Upon a Time in America
  - Mike Oldfield - Killing Fields
  - John Williams - The River

- 1985 - John Barry - Out of Africa †
  - Quincy Jones - The Color Purple
  - Michel Colombier - White Nights
  - Maurice Jarre - Witness
  - David Mansfield - Year of the Dragon

- 1986 - Ennio Morricone - The Mission
  - Miles Goodman - Little Shop of Horrors
  - Herbie Hancock - Round Midnight †
  - Maurice Jarre - The Mosquito Coast
  - Harold Faltermeyer - Top Gun

- 1987 - David Byrne, Ryuichi Sakamoto, Cong Su - The Last Emperor †
  - George Fenton, Jonas Gwangwa - Cry Freedom
  - John Williams - Empire of the Sun
  - Henry Mancini - The Glass Menagerie
  - Ennio Morricone - The Untouchables

- 1988 - Maurice Jarre - Gorillas in the Mist: The Story of Dian Fossey
  - Gerald Gouriet - Madame Sousatzka
  - John Williams - The Accidental Tourist
  - Peter Gabriel - The Last Temptation of Christ
  - Dave Grusin - The Milagro Beanfield War

- 1989 - Alan Menken - The Little Mermaid †
  - John Williams - Born on the Fourth of July
  - Ennio Morricone - Casualties of War
  - James Horner - Glory
  - Dave Grusin - The Fabulous Baker Boys

## Anii 1990
- 1990 - Richard Horowitz, Ryuichi Sakamoto - The Sheltering Sky
  - Randy Newman - Avalon
  - John Barry - Dances with Wolves †
  - Dave Grusin - Havana
  - Carmine Copolla - The Godfather: Part III

- 1991 - Alan Menken - Beauty and the Beast †
  - Zbigniew Preisner - At Play in the Fields of the Lord
  - Ennio Morricone - Bugsy
  - Patrick Doyle - Dead Again
  - Dave Grusin - For the Boys
  - Michael Kamen - Robin Hood: Prince of Thieves

- 1992 - Alan Menken - Aladdin †
  - Vangelis - 1492: Conquest of Paradise
  - Jerry Goldsmith - Basic Instinct
  - John Barry - Chaplin
  - Randy Edelman, Trevor Jones - The Last of the Mohicans

- 1993 - Kitaro - Heaven & Earth
  - Zbigniew Preisner - Blue
  - John Williams - Schindler's List †
  - Michael Nyman - The Piano
  - Danny Elfman - The Nightmare Before Christmas

- 1994 - Hans Zimmer - The Lion King †
  - Alan Silvestri - Forrest Gump
  - Elliot Goldenthal - Interview with the Vampire: The Vampire Chronicles
  - James Horner - Legends of the Fall
  - Mark Isham - Nell

- 1995 - Maurice Jarre - A Walk in the Clouds
  - James Horner - Braveheart
  - Michael Kamen - Don Juan DeMarco
  - Alan Menken - Pocahontas †
  - Patrick Doyle - Sense and Sensibility

- 1996 - Gabriel Yared - The English Patient †
  - Elliot Goldenthal - Michael Collins
  - David Hirschfelder - Shine
  - Alan Menken - The Hunchback of Notre Dame
  - Marvin Hamlisch - The Mirror Has Two Faces

- 1997 - James Horner - Titanic †
  - Michael Nyman - Gattaca
  - Philip Glass - Kundun
  - Jerry Goldsmith - L.A. Confidential
  - John Williams - Seven Years in Tibet

- 1998 - Burkhard Dallwitz, Philip Glass - The Truman Show
  - Randy Newman - A Bug's Life
  - Jerry Goldsmith - Mulan
  - John Williams - Saving Private Ryan
  - Stephen Schwartz, Hans Zimmer - The Prince of Egypt

- 1999 - Ennio Morricone - The Legend of 1900
  - Thomas Newman - American Beauty
  - John Williams - Angela's Ashes
  - George Fenton - Anna and the King
  - Michael Nyman - The End of the Affair
  - Jocelyn Pook - Eyes Wide Shut
  - Pieter Bourke, Lisa Gerrard - The Insider
  - Angelo Badalamenti - The Straight Story
  - Gabriel Yared - The Talented Mr. Ripley

## Anii 2000
- 2000 - Hans Zimmer, Lisa Gerrard - Gladiator
  - Larry Paxton, Marty Stuart, Kristin Wilkinson - All the Pretty Horses
  - Rachel Portman - Chocolat
  - Tan Dun - Crouching Tiger, Hidden Dragon (Wo hu cang long) †
  - Ennio Morricone - Malèna
  - Maurice Jarre - Sunshine

- 2001 - Craig Armstrong - Moulin Rouge!
  - James Horner - A Beautiful Mind
  - John Williams - A.I. Artificial Intelligence
  - Pieter Bourke, Lisa Gerrard - Ali
  - Howard Shore - The Lord of the Rings: The Fellowship of the Ring †
  - Angelo Badalamenti - Mulholland Drive
  - Hans Zimmer - Pearl Harbor
  - Christopher Young - The Shipping News

- 2002 - Elliot Goldenthal - Frida †
  - Terence Blanchard - 25th Hour
  - Elmer Bernstein - Far from Heaven
  - Peter Gabriel - Rabbit-Proof Fence
  - Phillip Glass - The Hours

- 2003 - Howard Shore - The Lord of the Rings: Return of the King †
  - Danny Elfman - The Big Fish
  - Gabriel Yared - Cold Mountain
  - Alexandre Desplat - Girl With a Pearl Earring
  - Hans Zimmer - The Last Samurai

- 2004 - Howard Shore - The Aviator
  - Jan A. P. Kaczmarek - Finding Neverland †
  - Clint Eastwood - Million Dollar Baby
  - Rolfe Kent - Sideways
  - Hans Zimmer - Spanglish

- 2005 - John Williams - Memoirs of a Geisha
  - Gustavo Santaolalla - Brokeback Mountain †
  - James Newton Howard - King Kong
  - Alexandre Desplat - Syriana
  - Harry Gregson-Williams - The Chronicles of Narnia: The Lion, the With and the Wardrobe

- 2006 - Alexandre Desplat - The Painted Veil
  - Gustavo Santaolalla - Babel †
  - Carlo Siliotto - Nomad
  - Hans Zimmer - The Da Vinci Code
  - Clint Mansell - The Fountain

- 2007 - Dario Marianelli - Atonement †
  - Howard Shore - Eastern Promises
  - Clint Eastwood - Grace is Gone
  - Michael Brook, Kaki King, Eddie Vedder - Into the Wild
  - Alberto Iglesias - The Kite Runner

- 2008 - A. R. Rahman - Slumdog Millionaire †
  - Clint Eastwood - Changeling
  - Alexandre Desplat - The Curious Case of Benjamin Button
  - James Newton Howard - Defiance
  - Hans Zimmer - Frost/Nixon

- 2009 - Michael Giacchino - Up †
  - Marvin Hamlisch - The Informant!
  - James Horner - Avatar
  - Abel Korzeniowski - A Single Man
  - Karen O, Carter Burwell - Where the Wild Things Are

## Anii 2010
- 2010 - Trent Reznor, Atticus Ross - The Social Network †
  - A.R. Rahman - 127 Hours
  - Danny Elfman - Alice in Wonderland
  - Hans Zimmer - Inception
  - Alexandre Desplat - The King's Speech

- 2011 - Ludovic Bource – The Artist †
  - Abel Korzeniowski – W.E
  - Trent Reznor, Atticus Ross – The Girl With The Dragon Tattoo
  - Howard Shore - Hugo
  - John Williams - War Horse

- 2012 - Mychael Danna - The Life of Pi †
  - Dario Marianelli - Anna Karenina
  - Alexandre Desplat - Argo
  - Reinhold Heil, Johnny Klimek - Cloud Atlas
  - John Williams - Lincoln

- 2013 - Alex Ebert - All is Lost
  - Steven Price - Gravity †
  - Alex Heffes - Mandela: Long Walk to Freedom
  - John Williams - The Book Thief
  - Hans Zimmer - 12 Years a Slave

- 2014 - Jóhann Jóhannsson - The Theory of Everything†
  - Alexandre Desplat - The Imitation Game
  - Trent Reznor, Atticus Ross - Gone Girl
  - Antonio Sanchez - Birdman
  - Hans Zimmer - Interstellar

- 2015 - Ennio Morricone - The Hateful Eight†
  - Carter Burwell - Carol
  - Alexandre Desplat - The Danish Girl
  - Ryuichi Sakamoto, Alva Noto - The Revenant
  - Daniel Pemberton - Steve Jobs

- 2016 - Justin Hurwitz - La La Land
  - Jóhann Jóhannsson - Arrival
  - Hans Zimmer, Pharrell Williams, Benjamin Wallfisch - Hidden Figures
  - Dustin O'Halloran, Hauschka - Lion
  - Nicholas Britell - Moonlight

- 2017 - Alexandre Desplat - The Shape of Water
  - Hans Zimmer - Dunkirk
  - Jonny Greenwood - Phantom Thread
  - John Williams - The Post
  - Carter Burwell - Three Billboards Outside Ebbing, Missouri

- 2018 - Justin Hurwitz - First Man
  - Ludwig Göransson - Black Panther
  - Alexandre Desplat - Isle of Dogs
  - Marc Shaiman - Mary Poppins Returns
  - Marco Beltrami - A Quiet Place

- 2019 - Hildur Guðnadóttir - Joker
  - Thomas Newman - 1917
  - Alexandre Desplat - Little Women
  - Randy Newman - Marriage Story
  - Daniel Pemberton - Motherless Brooklyn

## Anii 2020
- 2020 - Jon Batiste, Trent Reznor & Atticus Ross - Soul
  - Reznor & Ross - Mank
  - Alexandre Desplat - The Midnight Sky
  - James Newton Howard - News of the World
  - Ludwig Göransson - Tenet

- 2021 - Hans Zimmer - Dune
  - Germaine Franco - Encanto
  - Alexandre Desplat - The French Dispatch
  - Alberto Iglesias - Parallel Mothers
  - Jonny Greenwood - The Power of the Dog

- 2022 -	Justin Hurwitz - Babylon
  - Carter Burwell - The Banshees of Inisherin
  - John Williams - The Fabelmans
  - Alexandre Desplat - Guillermo del Toro's Pinocchio
  - Hildur Guðnadóttir - Women Talking

- 2023 -	Joe Hisaishi - The Boy and the Heron
  - Robbie Robertson - Killers of the Flower Moon
  - Ludwig Göransson - Oppenheimer
  - Jerskin Fendrix - Poor Things
  - Daniel Pemberton - Spider-Man: Across the Spider-Verse
  - Mica Levi - The Zone of Interest

- 2024 - Trent Reznor & Atticus Ross - Challengers
  - Daniel Blumberg - The Brutalist
  - Volker Bertelmann - Conclave
  - Hans Zimmer - Dune: Part Two
  - Clément Ducol and Camille - Emilia Pérez
  - Kris Bowers - The Wild Robot

## Cele mai multe nominalizări
1. John Williams (23)
2. Hans Zimmer (14)
3. Alexandre Desplat (11)
4. Maurice Jarre (10)
5. Jerry Goldsmith (9)
6. Michel Legrand (8)
7. Ennio Morricone (8)
8. John Barry (6)
9. James Horner (6)
10. Henry Mancini (6)

## Multiplii câștigători
Compozitori care au câștigat cel puțin două trofee.
- Dimitri Tiomkin (4)
- John Williams (4)
- Maurice Jarre (3)
- Alan Menken (3)
- Hans Zimmer (2)
- Howard Shore (2)
- Giorgio Moroder (2)
- Ennio Morricone (2)
- Elmer Bernstein (2)
- Alexandre Desplat (2)
- Trent Reznor & Atticus Ross (2)

## Multipilii nominalizați
Compozitori cu două nominalizări în același an.
- Carmine Copolla (1980)
- Jerry Goldsmith (1980)
- Michel Legrand (1972)
- Giorgio Moroder (1984)
- Miklós Rózsa (1962)
- John Williams (1978)